# Rodney White
Rodney White (Filadélfia, 2 de junho de 1980) é um ex-jogador norte-americano de basquete profissional que atuou na  National Basketball Association (NBA). Foi o número 9 do Draft de 2001.